# 곡성 태안사 동종
곡성 태안사 동종(谷城 泰安寺 銅鐘)은 대한민국 전라남도 곡성군 태안사에 있는, 조선 시대의 동종이다. 2002년 10월 19일 대한민국의 보물 제1349호로 승격되었다.

## 개요
대웅전 안에 놓인 이 동종은 조선 시대의 특징을 잘 보여 주고 조각이 아름답고 부드럽다. 정상에는 융통과 용뉴가 있으며 종신에는 상대와 하대가 있고 중앙상부 4면에 유곽과 전후좌우로는 화문장식을 한 원통의 당좌를 두었다. 종신 중앙에는 세조 3년(1457)에 주조한 것을 종이 깨져 금 400근을 넣어 선조 14년(1581)에 다시 만들었다는 문귀가 해서체로 쓰여져 있다. 현재 국내 사찰에 있는 대다수의 종은 임진왜란 이후 만들어진 것인데 비해 이 종은 임진왜란 이전에 제작된 것으로 조선 초기 동종 양식을 엿볼 수 있는 귀중한 자료로서 높이 96.5cm 입지름 66cm이다.
신라에서 고려시대로 이어지는 한국종의 독창적인 조형양식을 계승하고 있는 이 종은 조선전기 동종 양식의 과도기적 상황 속에서 전통양식의 계승과 새로운 양식의 접목을 보여주고 있다. 이종은 사찰의 불사차원에서 주조된 범종으로 명문에 의하면 "天順元年(조선 세조3년, 1457)"에 처음 주성했으나 파손되어“萬曆9年(조선 선조14년, 1581) ”에 다시 주조한 것이다. 종뉴부(鐘紐部)는 한 마리의 용과 음통으로 조형되었고 종 몸체는 입상대(立狀 帶)ㆍ상대(上帶)ㆍ하대(下帶)ㆍ유곽(乳廓)ㆍ당좌 (撞座)로 구성되었다.
종몸체 3곳에 양각된 명문이 있어 종의 조성경위를 알려주고 있으며 임란이전 제작된 중형종으로 주조 기술도 좋은 편이어서 미술사ㆍ과학기술사연구에 귀중한 자료로 평가된다.

## 같이 보기
- 태안사